# Adrian (costumier)
Pour les articles homonymes, voir Adrian.

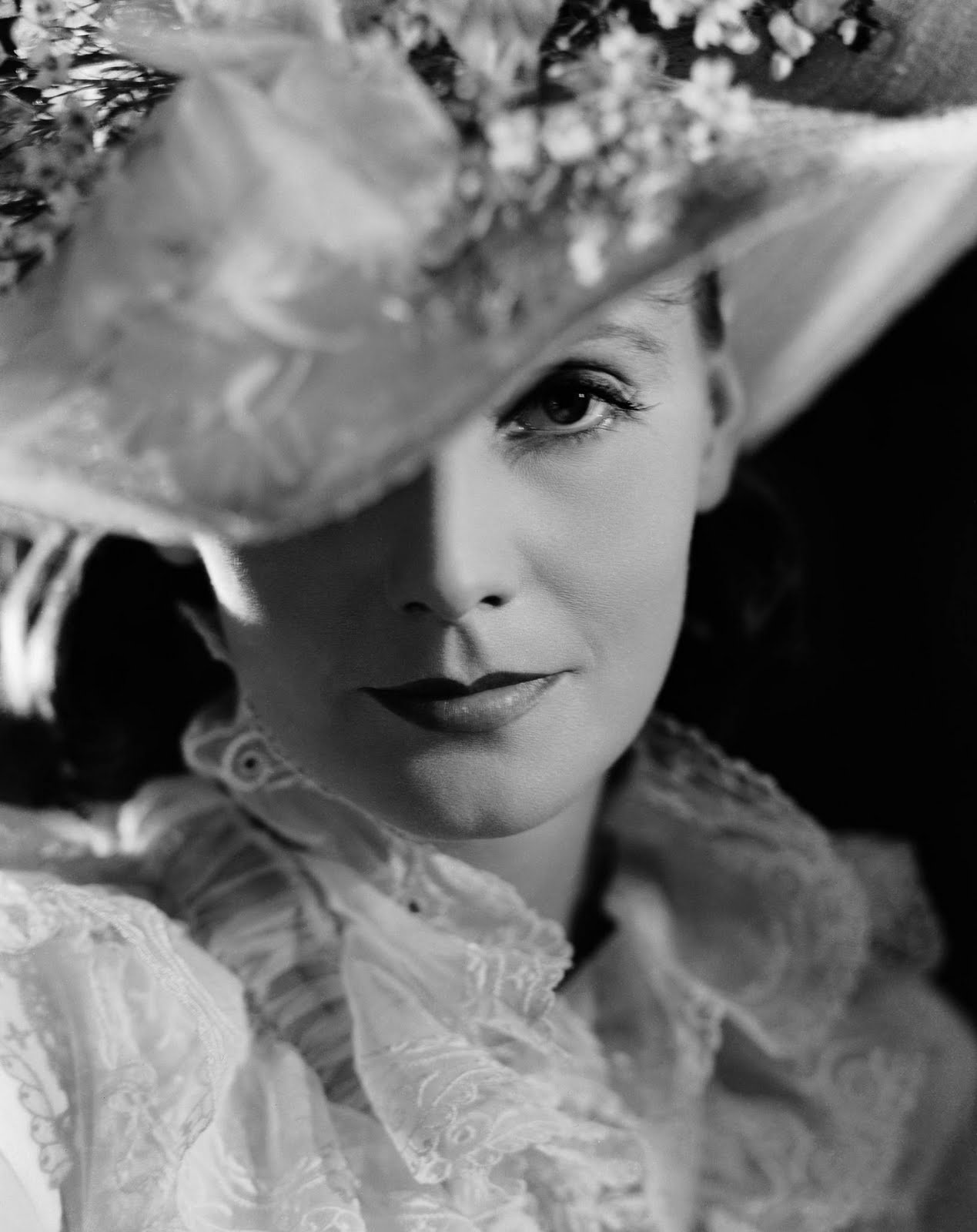
Greta Garbo dans Anna Karénine

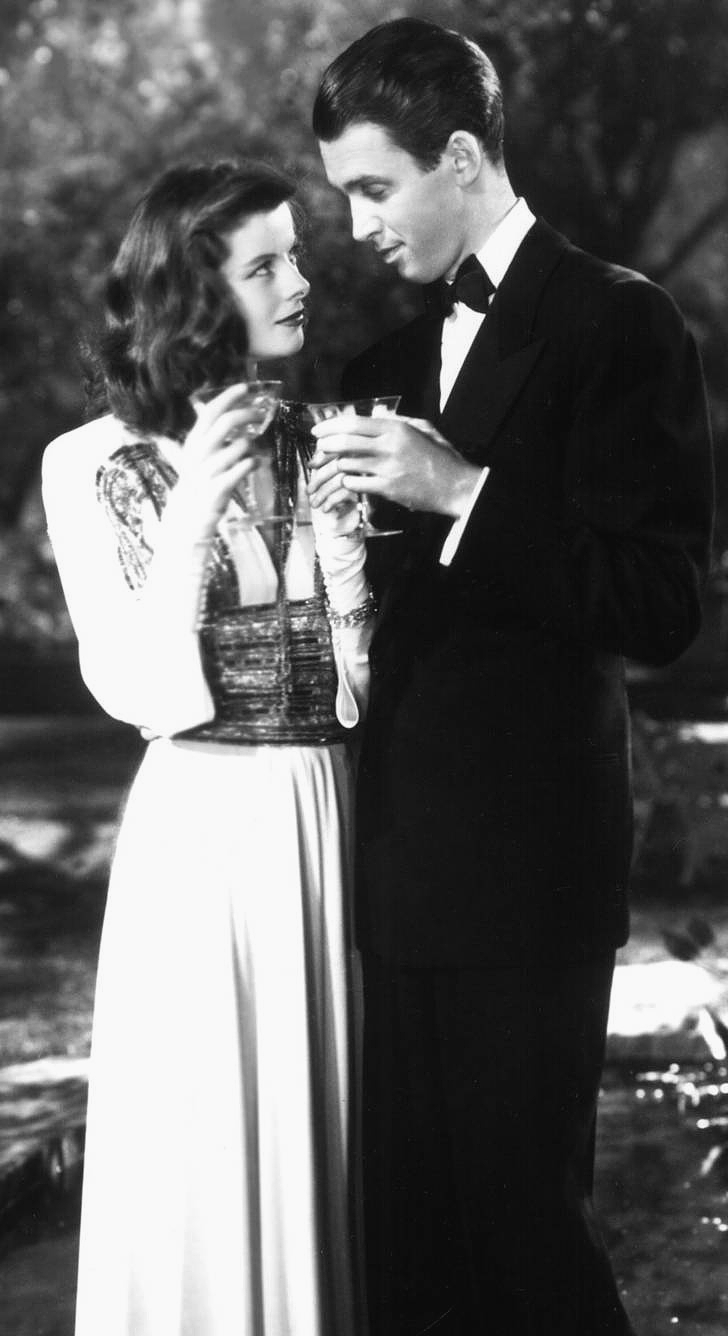
Katharine Hepburn et James Stewart
dans Indiscrétions

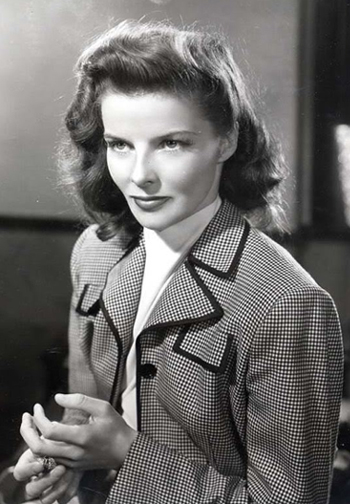
Katharine Hepburn dans La Femme de l'année

Adrian (de son vrai nom Adrian Adolph Greenberg) est un costumier américain né le 3 mars 1903 à Naugatuck, Connecticut, mort le 13 septembre 1959 à Hollywood (Californie). Par ses créations, il impose le  glamour pour la Metro-Goldwyn-Mayer et reste source d'influence large pour nombre d'autres créateurs de mode.
Il utilise parfois le pseudonyme de Gilbert Adrian.

## Biographie
Il nait dans une famille de modistes en 1903. Il fait des études à la Parson School à New York durant un an. À la suite de quoi, il part pour Paris, rencontrant Irving Berlin. Par la suite, il fait la connaissance de Robert Kall, son futur mentor. Après un passage par Broadway comme costumier de la Music Box Revue, il réalise en 1925 les costumes pour Rudolph Valentino dans L'Aigle noir puis l'année suivante des costumes pour Cecil B. DeMille. Adrian entre en 1928 à la MGM. Il déploie son ingéniosité à sublimer le physique des actrices, jusqu'à camoufler les défauts du corps par ses coupes. Il va y travailler pour plus de 200 films.
Quatorze ans après être entré à la MGM, Adrian se fâche à propos d'un costume pour Greta Garbo. Il fonde alors son entreprise de prêt-à-porter et sur-mesure, y exprimant sa créativité et rencontrant le succès. Il présente sa première collection l'année suivant l'ouverture. Même durant la Guerre, et malgré les restrictions textiles, il fait preuve d'ingéniosité et de qualité. Ses tailleurs en laine, innovant dans la coupe ou l'usage des matières, sont alors remarqués. Ses créations disposent de parutions nombreuses dans la presse. À la sortie du conflit mondial, sa mode se rapproche des préceptes de la praticité liés au nouveau rôle des femmes et aux tendances du prêt-à-porter américain. Le New Look de Dior, couturier avec qui il entretient une rivalité, va à l'encontre de ses principes et il l'exprime : « Obliger les femmes à notre époque, à alourdir leurs hanches d'un tel caparaçon, c'est un peu comme faire porter une armure à un homme. » Entre-temps, il commercialise deux parfums, Saint et Sinner.
Adrian est victime d'une série de crises cardiaques, dont une en 1952. Il prend sa retraite au Brésil et commencé à écrire un manuscrit de ses mémoires,. Il meurt sept ans plus tard alors qu'il est retourné à sa première activité de costumier.

### Postérité
À partir du film Intrigues en 1928, Adrian devient le couturier attitré de Greta Garbo et sa carrure épaulée. Les costumes qu'il crée pour elle présentent pour Patrick Brion une « importance […] considérable dans la création de son mythe. » En 1929, le couturier décore la nouvelle résidence de l'actrice à Beverly Hills.
Adrian reste plus particulièrement reconnu durant l'entre deux-guerres pour ses tenues glamour, souvent à la silhouette en « sablier » ou en « portemanteau », inspirées de la haute couture parisienne et adaptées à chaque actrice, : « longues robes ajustées, larges épaules et taille fine ». Il influence alors aussi bien les autres costumiers que les spectateurs des films. Par la suite, nombre de stylistes vont s'inspirer de ses créations inventives. C'est avec ces costumes de cinéma qu'il entre dans la postérité. La robe blanche pour Joan Crawford dans Letty Lynton reste sa réalisation majeure : rien que la copie réalisée alors par Macy's se vend à 50 000 exemplaires,.
Trente pièces sont rééditées en 2017 sous l’appellation « Adrian Original ».
La Fondation Azzedine Alaïa conserve environ 300 créations d'Adrian, collectées du vivant du couturier tunisien ; une des plus grandes collections concernant Adrian. Entre autres, le fils d'Adrian fourni 150 créations de son père. L'association, qui deviendra fondation quelques années après, organise en 2019 une exposition mettant côte-à-côte 27 tailleurs d'Adrian et 27 d'Alaïa,.

## Famille
Adrian se marie en août 1939 avec l'actrice américaine Janet Gaynor et reste son mari jusqu'à sa mort le 13 septembre 1959. Ils ont un fils dénommé Robin Gaynor Adrian (né en 1940),. Relation qualifiée de « Mariage lavande », pour les conventions, Adrian étant ouvertement homosexuel et Janet Gaynor finalement considérée comme sa muse,.

## Filmographie partielle
- 1927 : Le Médecin de campagne (The Country Doctor) de Rupert Julian
- 1928 : Au fil de la vie (A Lady of Chance) de Robert Z. Leonard
- 1928 : Sa nouvelle patrie (A Ship Comes In) de William K. Howard
- 1928 : Cœur de tzigane (Dream of Love) de Fred Niblo
- 1928 : Les Masques de Satan (The Masks of the Devil) de Victor Sjöström
- 1929 : Terre de volupté (Wild Orchids) de Sidney Franklin
- 1929 : Désirs (Their Own Desire) de E. Mason Hopper
- 1929 : Le Procès de Mary Dugan (The Trial of Mary Dugan) de Bayard Veiller
- 1929 : Jeunes filles modernes (Our Modern Maidens) de Jack Conway
- 1929 : La Treizième Chaise (The Thirteenth Chair) de Tod Browning
- 1929 : Le Baiser de Jacques Feyder
- 1929 : Indomptée (Untamed) de Jack Conway
- 1930 : Soyons gai (Let Us Be Gay) de Robert Z. Leonard
- 1930 : Anna Christie de Clarence Brown
- 1930 : Redemption de Fred Niblo
- 1930 : Le Désir de chaque femme (A Lady to love) de Victor Sjöström
- 1930 : Cœurs impatients (Our Blushing Brides) de Harry Beaumont
- 1930 : Il faut payer (Paid), de Sam Wood
- 1931 : La Courtisane (Susanne Lenox (Her Rise and Fall)) de Robert Z. Leonard
- 1931 : La Pécheresse (Laughing sinners) d'Harry Beaumont
- 1931 : L'Inspiratrice (Inspiration) de Clarence Brown
- 1931: Flying High de Charles Reisner
- 1931 : Fille de luxe (Five and Ten) de Robert Z. Leonard
- 1931 : Aimer, rire, pleurer (This Modern Age) de Nick Grinde
- 1931 : Fascination (Possessed) de Clarence Brown
- 1931 : Vies privées (Private Lives) de Sidney Franklin
- 1931 : Mata Hari de George Fitzmaurice
- 1932 : Grand Hotel d'Edmund Goulding
- 1932 : Payment Deferred de Lothar Mendes
- 1932 : Captive (Letty Lynton) de Clarence Brown
- 1932 : Comme tu me veux (As You Desire Me) de George Fitzmaurice
- 1932 : Dans la nuit des pagodes (The Son-Daughter) de Clarence Brown
- 1932 : La Femme aux cheveux rouges (Red-Headed Woman) de Jack Conway
- 1932 : Chagrin d'amour (Smilin' Through), de Sidney Franklin
- 1932 : La Belle de Saïgon (Red Dust) de Victor Fleming
- 1932 : Le Masque d'or (The Mask of Fu Manchu) de Charles Brabin
- 1932 : Raspoutine et l'Impératrice (Rasputin And The Empress) de Richard Boleslawski
- 1932 : Le Bel Étudiant (Huddle) de Sam Wood
- 1933 : Le Secret de madame Blanche (The secret of Madame Blanche) de Charles Brabin
- 1933 : Another Language d'Edward H. Griffith
- 1933 : Après nous le déluge (Today we live) d'Howard Hawks
- 1933 : Secrets de Frank Borzage
- 1933 : La Sœur blanche (The White Sister) de Victor Fleming
- 1933 : Gabriel au-dessus de la Maison-Blanche (Gabriel over the White House) de Gregory La Cava
- 1933 : Rose de minuit (Midnight Mary) de William A. Wellman
- 1933 : Les Invités de huit heures (Dinner at eight) de George Cukor
- 1933 : Rhapsodie amoureuse (Storm at Daybreak) de Richard Boleslawski
- 1933 : Penthouse  de W. S. Van Dyke
- 1933 : Mademoiselle Volcan (Bombshell) de Victor Fleming
- 1933 : Dans tes bras (Hold Your Man) de Sam Wood
- 1934 : La Belle du Missouri (The Girl from Missouri) de Jack Conway
- 1934 : La Passagère (Chained), de Clarence Brown
- 1934 : Miss Barrett (The Barretts of Wimpole Street), de Sidney Franklin
- 1934 : Souvent femme varie (Forsaking all others) de W. S. Van Dyke
- 1934 : La Veuve joyeuse (The Merry Widow) de Ernst Lubitsch
- 1934 : Vivre et aimer (Sadie McKee) de Clarence Brown
- 1934 : Le Voile des illusions (The Painted Veil) de Richard Boleslawski
- 1934 : Miracle d'amour (Have a Heart) de David Butler
- 1935 : La Fugue de Mariette de W. S. Van Dyke
- 1935 : La Marque du vampire (Mark of the Vampire) de Tod Browning
- 1935 : Imprudente Jeunesse (Reckless) de Victor Fleming
- 1935 : La Femme de sa vie (No more ladies) de George Cukor et Edward H. Griffith
- 1935 : La Malle de Singapour (China seas) de Tay Garnett
- 1935 : Broadway Melody 1936 (Broadway Melody of 1936) de Roy Del Ruth
- 1935 : Anna Karénine (Anna Karenina) de Clarence Brown
- 1935 : Vivre sa vie (I Live My Life) de W. S. Van Dyke
- 1936 : Rose-Marie de W. S. Van Dyke
- 1936 : Sa femme et sa secrétaire (Wife versus Secretary) de Clarence Brown
- 1936 : Le Grand Ziegfeld (The Great Ziegfeld) de Robert Z. Leonard
- 1936 : San Francisco de W. S. Van Dyke
- 1936 : Roméo et Juliette (Romeo and Juliet) de George Cukor
- 1936 : L'Enchanteresse (The Gorgeous Hussy) de Clarence Brown
- 1936 : Loufoque et Cie (Love on the Run) de W. S. Van Dyke
- 1936 : Le Roman de Marguerite Gautier (Camille) de George Cukor
- 1936 : L'amiral mène la danse (Born to Dance) de Roy Del Ruth
- 1937 : La Fin de Mme Cheyney (The Last of Mrs Cheyney) de Richard Boleslawski
- 1937 : Le Règne de la joie (Broadway melody of 1938) de Roy Del Ruth
- 1937 : L'Inconnue du palace (The Bride Wore Red) de Dorothy Arzner
- 1937 : Marie Walewska de Clarence Brown
- 1937 : La Vie privée du tribun (Parnell) de John M. Stahl
- 1937 : Mannequin (Mannequin) de Frank Borzage
- 1938 : Marie-Antoinette de W. S. Van Dyke
- 1938 : L'Ensorceleuse (The Shining Hour) de Frank Borzage
- 1938 : L'Ange impur (The Shopworn Angel) de H.C. Potter
- 1938 : Coup de théâtre (Dramatic school) de Robert B. Sinclair
- 1939 : La Ronde des pantins (Idiot’s Delight) de Clarence Brown
- 1939 : Le monde est merveilleux (It's a Wonderful World) de W. S. Van Dyke
- 1939 : Emporte mon cœur (Broadway Serenade) de Robert Z. Leonard
- 1939 : La Dame des tropiques (Lady of the Tropics) de Jack Conway
- 1939 : Le Magicien d'Oz (The Wizard of Oz) de Victor Fleming, Mervyn LeRoy, Richard Thorpe et King Vidor
- 1939 : La Féerie de la glace (Ice Follies of 1939) de Reinhold Schünzel
- 1939 : Femmes (The Women) de George Cukor
- 1939 : Ninotchka de Ernst Lubitsch
- 1940 : Cette femme est mienne (I Take This Woman)
- 1940 : Broadway qui danse (Broadway Melody of 1940) de Norman Taurog
- 1940 : Le Cargo maudit (Strange Cargo), de Frank Borzage
- 1940 : Orgueil et Préjugés (Pride and Prejudice) de Robert Z. Leonard
- 1940 : Camarade X (Comrade X) de King Vidor
- 1940 : Indiscrétions de George Cukor
- 1940 : Florian d'Edwin L. Marin
- 1941 : Viens avec moi (Come Live with Me) de Clarence Brown
- 1941 : La Danseuse des Folies Ziegfeld (Ziegfeld Girl) de Robert Z. Leonard
- 1941 : L'aventure commence à Bombay (They met in Bombay) de Clarence Brown
- 1941 : Docteur Jekyll et M. Hyde (Dr Jekill and Mr Hyde) de Victor Fleming
- 1941 : Divorce en musique (Lady Be Good) de Norman Z. McLeod
- 1941 : La Femme aux deux visages (Two-Faced Woman) de George Cukor
- 1941 : La Proie du mort (Rage in Heaven) de W. S. Van Dyke
- 1942 : La Femme de l'année (Woman of the year) de George Stevens
- 1942 : Danse autour de la vie (We were dancing) de Robert Z. Leonard
- 1943 : La Boule de cristal (The Crystal Ball) de Elliott Nugent
- 1943 : They Got Me Covered de David Butler
- 1943 : La Flamme sacrée (Keeper of the flame) de George Cukor
- 1943 : L'Ombre d'un doute (Shadow of a Doubt) de Alfred Hitchcock
- 1944 : Madame Parkington (Mrs. Parkington) de Tay Garnett
- 1946 : Humoresque de Jean Negulesco
- 1946 : Sans réserve (Without Reservations) de Mervyn LeRoy
- 1947 : La Possédée (Possessed) de Curtis Bernhardt
- 1947 : Honni soit qui mal y pense (The Bishop's Wife) de Henry Koster
- 1948 : La Corde (Rope) de Alfred Hitchcock